# Сунківська волость
Сунківська волость — історична адміністративно-територіальна одиниця Черкаського повіту Київської губернії з центром у селі Сунки.
Станом на 1886 рік — складалася з 5 поселень, 5 сільських громад. Населення — 5260 осіб (2622 чоловічої статі та 2638 — жіночої), 875 дворових господарства.
|                     | Площа, десятин | У тому числі орної, дес. |
| ------------------- | -------------- | ------------------------ |
| Сільських громад    | 3571           | 2236                     |
| Приватної власності | 2236           | 1789                     |
| Іншої власності     | 113            | 95                       |
| Загалом             | 9670           | 4120                     |

Основне поселення волості:
- Сунки — колишнє власницьке село за 32 версти від повітового міста, 2358 осіб, 381 двір, православна церква, школа, лікарня, 3 постоялих будинки, 2 лавки, 3 водяних і 17 вітряних млинів.
- Голов'ятин — колишнє власницьке село при річці Тясмин, 874 особи, 192 двори, православна церква, школа, 2 постоялих будинки, лавка, 4 вітряних млини.
- Залевки — колишнє власницьке село при річці Тясмин, 1268 осіб, 212 дворів, православна церква, школа, постоялий будинок, 8 вітряних млини.

Старшинами волості були:
- 1909—1915 роках — Семен Михайлович Махаранець[2],[3];
- 1909—1915 роках — Іван Пилипович Глущенко[4],[5],[6].